# Curzola-Krieg
Der Curzola-Krieg war der zweite der vier Kriege, die zwischen der Republik Venedig und der Republik Genua stattfanden, die um die Kontrolle des Handels im Mittelmeer kämpften. Der nach dem Ort der größten Seeschlacht, der Insel Curzola, heute Korčula, benannte Krieg dauerte von etwa 1293/94 bis 1299/1302.
Vor allem aufgrund des Handlungsbedarfs nach dem Fall von Akkon suchten Genua und Venedig nach Wegen, ihre Dominanz im Mittelmeer und im östlichen Schwarzen Meer zu sichern, und neue Wege für den Transasienhandel zu finden. Die genuesischen Schiffe, die einen Waffenstillstand zwischen den beiden Seemächten schlossen, begannen deshalb, die venezianischen Händler in der Ägäis zu überfallen.
Im Jahr 1295 eskalierten die Genueser diese Handlungen durch Überfälle in Konstantinopel, die im selben Jahr zur Kriegserklärung in Venedig führten. Die Verschlechterung der Beziehungen zwischen Byzanz und Venedig aufgrund des Vierten Kreuzzugs führte ebenfalls dazu, dass die Byzantiner die Genuesen im Konflikt bevorzugten. So haben sich die Byzantiner während des Krieges auf die Seite der Genuesen gestellt. Während die Venezianer rasch Fortschritte in der Ägäis und dem Schwarzen Meer erzielten, dominierten die Genuesen das Kriegsgeschehen während des ganzen Krieges, weswegen sie schließlich Venedig in der Schlacht von Curzola in 1298 schlugen, was zu einem Waffenstillstand im folgenden Jahr führte.

## Vorgeschichte
Der Fall von Akkon im Jahr 1291 erwies sich als eine vernichtende Niederlage sowohl moralisch als auch militärisch für die Christen in ganz Westeuropa. Für Venedig war der Verlust der Stadt besonders tragisch, denn Akkon hatte eine bedeutende venezianische Bevölkerung und mit dem Verlust der Stadt verlor Venedig auch eine wichtige Route für den Handel von orientalischen Gewürzen nach Europa. Dies führte im Mittelalter zu einem weltweiten Verlust des östlichen Gewürzhandels in Europa, da die muslimische Imperien daraufhin begannen, traditionelle Routen zu schließen. Jetzt war Venedig kaum in der Lage mit Genua, die ihre Kolonien in Asow und auf der Krim unterhalten konnten, zu konkurrieren, weswegen die Wirtschaft stark beschädigt wurde. Seit dem Vierten Kreuzzug bevorzugten zusätzlich die byzantinischen Kaiser Genua als kommerziellen Verbündeten und nicht Venedig. Aus diesem Grund hatte Genua im Jahre 1291 die institutionelle Macht innerhalb des Byzantinischen Reiches inne, um die Venezianer im Bosporus zu blockieren und somit ihren Zugang zum Schwarzen Meer zu blockieren.
Alle diese Faktoren kamen zusammen und motivierten die Genuesen, venezianische Konvois und Kaufleute in der Ägäis anzugreifen, sowie bedeutende Angriffe auf das venezianische Kreta. Jetzt, mit der Blockade des Bosporus, den Angriff auf Kreta und die Angriffe auf venezianische Kaufleute in der Ägäis, und schließlich den Angriff der Genuesen auf das venezianische Viertel in Konstantinopel im Jahr 1295, gefolgt von der Verhaftung der überlebenden Venezianer vom byzantinischen Kaiser Andronikos II Palaiologos  (r. 1282–1328), hatten die Venezianer keine andere Wahl, als den Krieg zu erklären, um ihre Dominanz im Mittelmeer zu schützen.

## Verlauf
Venedig organisierte bald eine Flotte von 40 Kriegsgaleeren, die von Roger Morosini geführt wurde. Sie segelten kurz nach der Kriegserklärung nach Konstantinopel und versuchten, die genuesische Blockade zu durchbrechen. Sie eroberten bald das Goldene Horn, den inneren Hafen von Konstantinopel, und begannen, die Stadt einzunehmen, indem sie alle genuesischen und griechischen Schiffe angriffen, die durch den Hafen fuhren. Andronikos, der an den vierten Kreuzzug dachte und den Verlust der Stadt fürchtete, schloss bald Frieden mit Venedig, arrangierte die Befreiung aller Venezianer und die schnelle Rückgabe ihres gesamten konfiszierten Eigentums. Eine andere venezianische Flotte verließ kurze Zeit später Venedig, dieses Mal geführt von Kapitän Giovanni Soranzo. Das Ziel dieser Flotte war es, die Macht der Genuesen am Bosporus zu brechen und das Schwarze Meer zu erreichen. Soranzo war erfolgreich. Er schaffte es, die Blockade zu durchbrechen und das Schwarze Meer und die Krim zu erreichen, wobei er den großen Hafen von Caffa eroberte.
Die Genuesen waren jedoch immer noch entschlossen, die Venezianer zu schlagen. Aufgrund ihrer beherrschenden Stellung in der Ägäis begannen sie mit mehreren erfolgreichen Überfällen auf die Adria, die die venezianischen Versorgungsleitungen schwer beschädigten. Schließlich, im Jahr 1298, kam es zur entscheidenden Konfrontation zwischen ihnen an der Küste von Curzola (modern Korčula). In der Seeschlacht bei Curzola erreichte die genuesische Flotte unter der Führung von Lamba Doria einen klaren Sieg, indem sie 65 der 95 venezianischen Schiffe, aus der die venezianischen Flotte bestand, versenkte, 9.000 Venezianer tötete und 5.000 andere gefangen nahm. Unter den Gefangenen war der venezianische Reisende Marco Polo, der in Gefangenschaft mit Hilfe eines Autors, der mit ihm war, Rustichello da Pisa, seine Reisen niederschrieb, die unter dem Titel Il Milione veröffentlicht wurden. Es wurde eine der am meisten verehrten kartographischen Dokumentationen aller Zeiten.
Trotzdem waren die Venezianer immer noch nicht entmutigt. In kurzer Zeit konnten sie eine neue Flotte von 100 Galeeren aufstellen, was die Genueser nicht erwarteten. Das führte im folgenden Jahr dazu, dass die Genuesen und Venezianer am 25. Mai unter Vermittlung von Matteo Visconti, Papst Bonifatius VIII. und Karl II einen instabilen Vertrag in Mailand schlossen, der zu einem ergebnislosen Kriegsende nach vier Jahren Krieg führte, in der Venedig die Kontrolle über die Adria und das Recht auf Handel in der Romania beibehalten konnte.